# Jezioro Drzewoszewskie
Jezioro Drzewoszewskie – jezioro w woj. zachodniopomorskim, w powiecie wałeckim, w gminie Mirosławiec, leżące na terenie Pojezierza Wałeckiego.

## Dane morfometryczne
Powierzchnia zwierciadła wody według różnych źródeł wynosi od 61,2 ha przez 61,5 ha do 66,50 ha (lustra wody) lub 67,50 ha (ogólna).
Zwierciadło wody położone jest na wysokości 112,7 m n.p.m. lub 112,8 m n.p.m. Średnia głębokość jeziora wynosi 3,2 m, natomiast głębokość maksymalna 8,6 m.
Na podstawie badań przeprowadzonych w 1993 roku wody jeziora zaliczono do III klasy czystości.
Jest to jezioro polodowcowe, rynnowe, o typowym dla tych jezior podłużnym kształcie.
Od południa przylegają do jeziora bagna, przez które płynie rzeka Piławka – jezioro jest z nią połączone.

## Hydronimia
Dane z państwowego rejestru nazw geograficznych podają Jezioro Drzewoszewskie jako zestandaryzowaną nazwę tego jeziora. Według spisu opracowanego przez Komisję Nazw Miejscowości i Obiektów Fizjograficznych (KNMiOF) nazwa tego jeziora to także Jezioro Drzewoszewskie. W różnych publikacjach i na mapach topograficznych jezioro to występuje pod nazwą Drzewoszewo lub Jezioro Drzewoszewskie (Długie)
Dane z państwowego rejestru nazw geograficznych podają oboczne nazwy tego jeziora: Drzewoszeworef name=„PRNG” />, Jezioro Długie.